# Marina Garcia i Urzainqui
Marina Garcia i Urzainqui (Barcelona, 6 de juny de 1994) és una nedadora catalana especialista en els 100 i 200 metres braça. Ell 2024 va anunciar la seva retirada de l'esport d'elit.

## Biografia

### Jocs Olímpics de 2012
Als Jocs Olímpics d'Estiu de 2012 finalitzà en el 25è lloc a la fase preliminar dels 100 metres braça femenins i no va poder disputar les semifinals. En la modalitat dels 200 metres braça femenins tampoc va poder passar la ronda preliminatòria després de quedar en 20è lloc. Finalment, també fou una de les quatre integrants de l'equip que competí en els relleus 4x100 m. estils femenins, juntament amb Melanie Costa, Judit Ignacio i Duane Da Rocha. En aquella ocasió, el combinat espanyol tampoc va fer un bon resultat i no es classificà per a la final, quedant en 13è lloc.

### Campionat del Món de 2013
Al Campionat del Món de natació de 2013, celebrat a Barcelona, disputà les proves de 50, 100 i 200 metres braça, així com els relleus de 4x100 metres estils. En els 50 m. braça, després de classificar-se a les preliminars, va fer el desè millor temps de les semifinals amb un registre de 31.24 i va quedar fora de la lluita per les medalles de la final. En aquella mateixa semifinal, la lituana Ruta Meilutyte marcà un nou rècord del món de la prova amb un temps de 29.48. A la prova de 100 m. braça acabà en 7è lloc de la final i va marcar un nou rècord espanyol amb un temps de 1:07.08. En els 200 m. braça es classificà per a les semifinals després de ser tercera de la seva sèrie preliminar i establir un nou rècord espanyol amb un temps de 2:24.21. A les semifinals registrà el tercer millor temps amb 2:22.88, rebaixant de nou el rècord espanyol.